# Astragalus collenettiae
Astragalus collenettiae är en ärtväxtart som beskrevs av Ian Charleson Hedge och Dieter Podlech. Astragalus collenettiae ingår i släktet vedlar, och familjen ärtväxter. Inga underarter finns listade i Catalogue of Life.